# Sosticus
Sosticus is een geslacht van spinnen uit de familie bodemjachtspinnen (Gnaphosidae).

## Soorten
De volgende soorten zijn bij het geslacht ingedeeld:
- Sosticus californicus Platnick & Shadab, 1976
- Sosticus dherikanalensis Gajbe, 1979
- Sosticus insularis (Banks, 1895)
- Sosticus jabalpurensis Bhandari & Gajbe, 2001
- Sosticus loricatus (L. Koch, 1866)
- Sosticus nainitalensis Gajbe, 1979
- Sosticus pawani Gajbe, 1993
- Sosticus poonaensis Tikader, 1982
- Sosticus solanensis Gajbe, 1979
- Sosticus sundargarhensis Gajbe, 1979